# شهرك كوهان
شهرك كوهان هي قرية في مقاطعة تيران وكرون، إيران. عدد سكان هذه القرية هو 512 في سنة 2006.